# Dienst Specialistische Recherche Toepassingen
De Dienst Specialistische Recherche Toepassingen (DSRT) is een onderdeel van de Landelijke Eenheid maar is ondersteunend aan de gehele Nederlandse politie bij de inzet van specialistische technologie en tactieken.
Zo zorgt de DSRT onder andere voor het plaatsen van afluisterapparatuur, infiltratie, inkijkoperaties en het aftappen van communicatie. Daarnaast heeft de DSRT onder andere een adviserende taak bij gijzelingen en ontvoeringen.